# Португалія на літніх Олімпійських іграх 1988
Португалія брала участь у Літніх Олімпійських іграх 1988 року у Сеулі (Республіка Корея) усімнадцяте за свою історію, і завоювала одну золоту медаль. Це була всього лише друга золота медаль за всю олімпійську історію Португалії, перша золота медаль була отримана на Літніх Олімпійських іграх 1984 року.

## Золото
Легка атлетика, жінки, марафон — Роза Мота.